# تشارلز مارتن
تشارلز مارتن (بالإنجليزية: Charles Martin)‏ (6 أكتوبر 1888 في أستراليا - 30 أكتوبر 1951 بملبورن في أستراليا) هو لاعب كريكت أسترالي. لعب مع فريق تسمانيا للكريكت.

## وصلات خارجية
- تشارلز مارتن على موقع إي آس بي آن كريك إنفو (الإنجليزية)